# Tilde Fröling
Tilde Fröling, född 15 maj 1980 i Stockholm, är en svensk skådespelare, programledare och fotomodell.
Fröling är dotter till skådespelarna Ewa Fröling och Örjan Ramberg. Hon har medverkat i TV3:s kändisversion av Expedition Robinson V.I.P och var programledare för Rocky & Drago på TV6 tillsammans med Peter Siepen, samt ledde TV-programmet Lustgården på TV3. Hon har även medverkat tillsammans med Pontus Gårdinger i reklamfilmer för Norrlands Guld, samt medverkat i herrtidningen Moore som modell.
I september 2007 släppte artisten Markoolio singeln "Emma, Emma" där den kvinnliga rösten tillhör Fröling. Låten finns även med på Markoolios album Värsta plattan och det var fram till i slutet av juni 2007 okänt att Fröling medverkade. Under 2008 deltog hon i TV-programmet Let's Dance 2008 och blev utröstad den 25 januari som den andra deltagaren att få lämna programmet. Hon har även varit programledare för Paradise Hotel. Den 27 maj 2013 kom hiphopgruppen Tjuvjakt med en ny låt, "Fru Gårman" och video på Youtube där Fröling var med.

## Privatliv
Tilde Fröling har en son, född 2008, tillsammans med Magnus Lindqvist och en dotter, född 2013, tillsammans med sambon Angelo Cantavenera.

## Filmografi
- 2001 – Jordgubbar med riktig mjölk – Eva
- 2001 – Sprängaren – Lena Milander
- 2003 – C/o Segemyhr – Marie (TV-serie, ett avsnitt)
- 2005 – Robinson VIP – sig själv (TV-serie)
- 2006–2007 – Rocky & Drago – sig själv (TV-serie)
- 2007 – Lustgården – sig själv (TV-serie)
- 2007 – Mitt i nyllet – sig själv (TV-serie)
- 2008 – Let's Dance – sig själv (TV-serie)
- 2011 – Elsas värld – Myran Andersson (TV-serie)

## Teater

### Roller (ej komplett)
| År   | Roll               | Produktion                                                      | Regi          | Teater  |
| ---- | ------------------ | --------------------------------------------------------------- | ------------- | ------- |
| 2009 | Jacqueline Jönsson | Panik på klinik Johan Schildt, Adde Malmberg och Robert Sjöblom | Adde Malmberg | Intiman |